# Joe Palooka
Joe Palooka war der bekannteste Comicstrip von Ham Fisher. Die Abenteuer der boxenden Titelfigur wurden von 1930 bis 1984 veröffentlicht und auch diverse Male verfilmt.

## Handlung, Veröffentlichung und Zeichner
Joe Palooka ist ein leicht naiver Schwergewichts-Boxchampion, der auch außerhalb des Boxrings zahlreiche Abenteuer erlebt.
Entwickelt wurde Joe Palooka bereits zu Beginn der 1920er-Jahre von Ham Fisher, die serienmäßige Veröffentlichung erfolgt aber erst ab 1930. Nachdem sich der Comic als erfolgreich erwies, beschäftigte Fisher zahlreiche Ghost-Zeichner, darunter unter anderem auch Al Capp, die die von Fisher getexteten und signierten Geschichten zeichnerisch umsetzten. Nach Fishers Selbstmord im Jahr 1955 übernahm sein Ghost-Zeichner Mo Leff den Strip offiziell und führte ihn bis in das Jahr 1959 fort. 1959 übernahm Tony DiPreta Joe Palooka als Zeichner und führte ihn bis zur letzten Episode im Jahr 1984 fort, wobei er sich von diversen Autoren unterstützen ließ. Von 1962 bis 1970 lieferte Morris Weiss die Geschichten, die von Tony DiPreta zeichnerisch umgesetzt wurden.
Basierend auf dem Comic wurden in den Jahren 1934 bis 1955 zahlreiche Filme veröffentlicht. Darsteller der Titelfigur waren neben Stuart Erwin hauptsächlich Robert Norton und Joe Kirkwood, Jr. Darüber hinaus gab es auch Radioserien um Joe Palooka.

## Hintergrund
Joe Palooka war der erste Comic, in dem der Boxsport thematischer Mittelpunkt war. Seinen Comic ließ Fisher hauptsächlich von angestellten Ghost-Zeichnern zeichnen, während er sich vorrangig um dessen Vermarktung kümmerte. Nach anfänglichen Schwierigkeiten wurde Joe Palooka in den 1940er-Jahren neben Blondie zu einem der erfolgreichsten daily strips.
Während seiner Anstellung bei Fisher entwickelte Al Capp die Hillbilly-Figur Big Leviticus; diese Idee diente als Grundlage für seinen Comicstrip Li’l Abner. Die Auseinandersetzung um diese Figur beeinträchtigte das Verhältnis zwischen Capp und Fisher massiv und führte zu jahrzehntelangen Rechtsstreitigkeiten zwischen den beiden.
Im Gegensatz zur US-Administration bezog Fisher frühzeitig Stellung in Fragen eines möglichen Kriegseintritts der Vereinigten Staaten. So ließ er bereits im Mai 1940 seine Figur sich für einen Eintritt der Vereinigten Staaten in den Zweiten Weltkrieg aussprechen.
Joe Palooka war der erfolgreichste Sportstrip in der Geschichte des Comics. Er wurde zwischenzeitlich in über 1000 Zeitungen abgedruckt.